# Meistriliiga 2023
La Meistriliiga 2023, nota anche come A. Le Coq Premium Liiga 2023 per ragioni di sponsorizzazione, è stata la 33ª edizione della massima serie del campionato estone di calcio, iniziato il 3 marzo 2023 e terminato l'11 novembre 2023. Il Flora Tallinn ha vinto il torneo per la quindicesima volta nella sua storia e per il secondo anno consecutivo.

## Stagione

### Novità
Dalla Meistriliiga 2022 è retrocesso per problemi finanziari il TJK Legion ed è stato dunque riammesso il Vaprus Pärnu, ultimo classificato nella stagione precedente. 
Dalla Esiliiga 2022 è stato promosso l'Harju Laagri, primo classificato ed esordiente in massima serie.

### Formula
Le 10 squadre partecipanti si affrontano in un doppio girone di andata e ritorno, per un totale di 36 giornate. La squadra campione di Estonia ha diritto a partecipare alla UEFA Champions League 2024-2025 partendo dal primo turno di qualificazione. Le squadre classificate al secondo e terzo posto sono ammesse alla UEFA Conference League 2024-2025 partendo dal primo turno di qualificazione, assieme alla squadra vincitrice della coppa nazionale. L'ultima classificata retrocede direttamente in Esiliiga, mentre la penultima disputa uno spareggio contro la seconda classificata della Esiliiga per la permanenza in Meistriliiga.

### Avvenimenti
Fin dalle prime giornate la lotta per il campionato sembra restringersi al Flora Tallinn e al Levadia Tallinn: le due squadre biancoverdi si alternano al primo posto distanziando nettamente le avversarie. Al terzo posto si installa inizialmente il Vaprus Pärnu e poi, dalla 12ª giornata, il Kalev Tallinn.
Nella seconda metà di stagione, Flora e Levadia procedono appaiate al comando dal 27º turno, mentre il Paide rimonta e sorpassa le dirette concorrenti per il terzo posto, lasciandosi indietro Kalju Nõmme, Kalev Tallinn e Vaprus Pärnu.
L'equilibrio tra le due capolista viene meno alla quartultima giornata (la 33ª), quando il Levadia perde per 4-3 il derby in casa del Kalju Nõmme e poi pareggia 0-0 contro il Vaprus Pärnu, mentre il Flora fa punteggio pieno battendo il Paide (2-1) e il Trans Narva (1-3), portandosi a +5 punti sui rivali con la possibilità di chiudere i giochi nel successivo scontro diretto, in cui però il Levadia si impone per 2-1 e rinvia il verdetto all'ultima giornata.
L'epilogo del campionato vede il Flora Tallinn giocare in casa nel derby contro il Kalju Nõmme e il Levadia Tallinn affrontare in trasferta il Paide. Mentre a Tallinn il risultato non si sblocca, il Paide si porta sul doppio vantaggio durante il primo tempo, poi il Levadia tenta di rimontare nella ripresa ma il gol del pareggio (2-2) arriva solo all'ultimo minuto; cosicché al Flora è sufficiente lo 0-0 finale per conquistare la quindicesima Meistriliiga. Al terzo posto conclude il Kalev Tallinn, per la prima volta sul podio del campionato a scapito delle più blasonate Paide e Kalju Nõmme. In coda anche la retrocessione si è decisa all'ultima giornata nello scontro diretto tra Tammeka Tartu e Harju Laagri, coi primi vincenti che evitano l'ultimo posto andando a giocarsi lo spareggio contro il Viimsi (secondo in Esiliiga), agevolmente sconfitto con un 6-1 complessivo.

## Squadre partecipanti
| Club            | Città         | Stadio                   | Stagione 2022                        |
| --------------- | ------------- | ------------------------ | ------------------------------------ |
| Flora Tallinn   | Tallinn       | A. Le Coq Arena          | Campione d'Estonia                   |
| Harju Laagri    | Laagri (Saue) | Laagri Kunstmurustaadion | 1º posto in Esiliiga, promosso       |
| Kalev Tallinn   | Tallinn       | Kadrioru Staadion        | 8º posto in Meistriliiga             |
| Kalju Nõmme     | Tallinn       | Sportland Arena          | 4º posto in Meistriliiga             |
| Kuressaare      | Kuressaare    | Kuressaare Linnastaadion | 5º posto in Meistriliiga             |
| Levadia Tallinn | Tallinn       | A. Le Coq Arena          | 2º posto in Meistriliiga             |
| Paide           | Paide         | Paide Linnastaadion      | 3º posto in Meistriliiga             |
| Tammeka Tartu   | Tartu         | Tamme Staadion           | 6º posto in Meistriliiga             |
| Trans Narva     | Narva         | Kreenholmi Staadion      | 7º posto in Meistriliiga             |
| Vaprus Pärnu    | Pärnu         | Pärnu Rännastaadion      | 10º posto in Meistriliiga, riammesso |

## Stagione regolare

### Classifica finale
|                    | Pos. | Squadra         | Pt | G  | V  | N  | P  | GF | GS | DR  |
| ------------------ | ---- | --------------- | -- | -- | -- | -- | -- | -- | -- | --- |
| Estonia (bandiera) | 1.   | Flora Tallinn   | 79 | 36 | 23 | 10 | 3  | 74 | 24 | +50 |
|                    | 2.   | Levadia Tallinn | 77 | 36 | 22 | 11 | 3  | 67 | 24 | +43 |
|                    | 3.   | Kalev Tallinn   | 53 | 36 | 14 | 11 | 11 | 49 | 41 | +8  |
|                    | 4.   | Paide           | 53 | 36 | 13 | 14 | 9  | 50 | 34 | +16 |
|                    | 5.   | Kalju Nõmme     | 49 | 36 | 12 | 13 | 11 | 50 | 42 | +8  |
|                    | 6.   | Vaprus Pärnu    | 48 | 36 | 12 | 12 | 12 | 40 | 43 | -3  |
|                    | 7.   | Kuressaare      | 43 | 36 | 12 | 7  | 17 | 36 | 60 | -24 |
|                    | 8.   | Trans Narva     | 38 | 36 | 12 | 2  | 22 | 32 | 64 | -32 |
|                    | 9.   | Tammeka Tartu   | 27 | 36 | 5  | 12 | 19 | 33 | 65 | -32 |
|                    | 10.  | Harju Laagri    | 23 | 36 | 5  | 8  | 23 | 27 | 61 | -34 |

Legenda:
      Campione di Estonia e ammessa alla UEFA Champions League 2024-2025
      Ammessa alla UEFA Conference League 2024-2025
 Ammessa allo spareggio promozione-retrocessione
      Retrocessa in Esiiliga 2024.
Regolamento:
Tre punti a vittoria, uno a pareggio, zero a sconfitta.
La classifica viene stilata secondo i seguenti criteri:
- Punti conquistati
- Spareggio (solo per decidere la squadra campione)
- Meno partite perse a tavolino
- Partite vinte
- Punti conquistati negli scontri diretti
- Differenza reti negli scontri diretti
- Differenza reti generale
- Reti totali realizzate
- Fair-play ranking

### Risultati

#### Partite (1-18)
|                 | Flo  | Hrj  | Kal  | Klj  | Kur  | Lev  | Pai  | Tam  | Tra  | Vap  |
| --------------- | ---- | ---- | ---- | ---- | ---- | ---- | ---- | ---- | ---- | ---- |
| Flora Tallinn   | –––– | 4-0  | 3-0  | 3-1  | 4-0  | 0-2  | 0-0  | 1-1  | 5-0  | 4-0  |
| Harju Laagri    | 0-1  | –––– | 0-2  | 1-2  | 1-1  | 2-1  | 0-1  | 2-3  | 1-2  | 1-2  |
| Kalev Tallinn   | 0-2  | 1-1  | –––– | 0-0  | 0-3  | 0-2  | 1-1  | 1-1  | 0-1  | 1-1  |
| Kalju Nõmme     | 2-2  | 1-1  | 1-2  | –––– | 2-0  | 0-1  | 1-1  | 1-2  | 2-0  | 1-0  |
| Kuressaare      | 1-4  | 1-1  | 1-2  | 2-0  | –––– | 0-2  | 1-4  | 3-1  | 3-0  | 1-2  |
| Levadia Tallinn | 0-0  | 6-1  | 2-1  | 2-1  | 4-1  | –––– | 2-0  | 3-0  | 3-0  | 0-0  |
| Paide           | 1-3  | 1-0  | 0-1  | 0-0  | 0-1  | 1-1  | –––– | 0-0  | 2-1  | 0-1  |
| Tammeka Tartu   | 0-3  | 2-0  | 1-2  | 0-2  | 0-0  | 2-2  | 0-0  | –––– | 1-1  | 2-3  |
| Trans Narva     | 0-1  | 2-0  | 2-1  | 0-2  | 0-1  | 0-2  | 0-0  | 2-0  | –––– | 0-2  |
| Vaprus Pärnu    | 1-5  | 0-1  | 0-2  | 1-1  | 1-2  | 0-0  | 2-2  | 1-0  | 1-0  | –––– |

#### Partite (19-36)
|                 | Flo  | Hrj  | Kal  | Klj  | Kur  | Lev  | Pai  | Tam  | Tra  | Vap  |
| --------------- | ---- | ---- | ---- | ---- | ---- | ---- | ---- | ---- | ---- | ---- |
| Flora Tallinn   | –––– | 2-0  | 1-0  | 0-0  | 3-0  | 2-2  | 2-1  | 3-0  | 1-4  | 1-1  |
| Harju Laagri    | 2-3  | –––– | 0-2  | 1-0  | 1-1  | 0-1  | 0-1  | 3-0  | 0-2  | 0-4  |
| Kalev Tallinn   | 1-1  | 2-1  | –––– | 1-1  | 1-3  | 1-2  | 2-1  | 1-1  | 5-0  | 1-0  |
| Kalju Nõmme     | 0-0  | 1-0  | 1-2  | –––– | 4-1  | 4-3  | 3-3  | 4-1  | 4-0  | 1-1  |
| Kuressaare      | 0-3  | 1-1  | 1-1  | 0-2  | –––– | 2-1  | 0-4  | 1-1  | 1-0  | 1-0  |
| Levadia Tallinn | 2-1  | 1-1  | 1-1  | 3-0  | 4-0  | –––– | 1-0  | 2-1  | 3-0  | 0-0  |
| Paide           | 0-0  | 4-0  | 1-1  | 2-0  | 1-0  | 2-2  | –––– | 6-3  | 1-2  | 3-0  |
| Tammeka Tartu   | 1-2  | 2-1  | 2-7  | 1-1  | 0-1  | 0-0  | 1-2  | –––– | 3-0  | 0-0  |
| Trans Narva     | 1-3  | 1-3  | 2-1  | 2-1  | 2-0  | 0-1  | 1-3  | 2-0  | –––– | 0-4  |
| Vaprus Pärnu    | 0-1  | 0-0  | 0-2  | 3-3  | 3-1  | 0-3  | 1-1  | 2-0  | 3-2  | –––– |

## Spareggio promozione/retrocessione
|               | Risultati |               | Luogo e data             |
| ------------- | --------- | ------------- | ------------------------ |
| Viimsi        | 0 - 5     | Tammeka Tartu | Viimsi, 29 novembre 2023 |
| Tammeka Tartu | 1 - 1     | Viimsi        | Tartu, 3 dicembre 2023   |
|               |           |               |                          |

## Statistiche

### Capoliste solitarie
|    | —— | ——    | ——    | —— | —— | —— | ——      | ——      | ——      | ——  | ——  | ——    | ——    | ——    | ——    | ——    | ——    | ——    | ——  | ——  | ——  | ——  | ——  | ——    | ——    | ——  | ——  | ——  | ——  | ——  | ——  | ——    | ——    | ——    | ——    | —— |  |
|    |    | Flora | Flora |    |    |    | Levadia | Levadia | Levadia |     |     | Flora | Flora | Flora | Flora | Flora | Flora | Flora |     | Lev |     |     |     | Flora | Flora |     |     |     |     |     |     | Flora | Flora | Flora | Flora |    |  |
|    |    |       |       |    |    |    |         |         |         |     |     |       |       |       |       |       |       |       |     |     |     |     |     |       |       |     |     |     |     |     |     |       |       |       |       |    |  |
|    |    |       |       |    |    |    |         |         |         |     |     |       |       |       |       |       |       |       |     |     |     |     |     |       |       |     |     |     |     |     |     |       |       |       |       |    |  |
| 1ª | 2ª | 3ª    | 4ª    | 5ª | 6ª | 7ª | 8ª      | 9ª      | 10ª     | 11ª | 12ª | 13ª   | 14ª   | 15ª   | 16ª   | 17ª   | 18ª   | 19ª   | 20ª | 21ª | 22ª | 23ª | 24ª | 25ª   | 26ª   | 27ª | 28ª | 29ª | 30ª | 31ª | 32ª | 33ª   | 34ª   | 35ª   | 36ª   |    |  |

### Classifica marcatori
| Gol |  |  | Giocatore            | Squadra         |
| --- |  |  | -------------------- | --------------- |
| 16  |  |  | Tristan Koskor       | Trans Narva     |
| 14  |  |  | Konstantin Vassiljev | Flora Tallinn   |
| 13  |  |  | Guy Mollo Bessala    | Levadia Tallinn |
| 12  |  |  | Sergei Zenjov        | Flora Tallinn   |
| 11  |  |  | Ernest Agyiri        | Levadia Tallinn |
| 10  |  |  | Kevin Mätas          | Tammeka Tartu   |
| 10  |  |  | Tristan Teevali      | Kalev Tallinn   |
| 9   |  |  | Sten Reinkort        | Flora Tallinn   |
| 8   |  |  | Kevin Kauber         | Vaprus Pärnu    |
| 8   |  |  | Foday Trawally       | Kalev Tallinn   |
| 8   |  |  | Mattias Männilaan    | Kuressaare      |
| 8   |  |  | Bourama Fomba        | Levadia Tallinn |
| 7   |  |  | Siim Luts            | Paide           |
| 7   |  |  | Ahmed Adebayo        | Tammeka Tartu   |
| 7   |  |  | Promise David        | Kalju Nõmme     |
| 7   |  |  | Alex Matthias Tamm   | Kalju Nõmme     |
| 7   |  |  | Henrik Ojamaa        | Flora Tallinn   |